# Joint Base Pearl Harbor–Hickam
| Sigill samt flygfoto över örlogshamnen och flygbasen från 2004. I förgunden syns USS Missouri (BB-63) (till höger) samt Arizonamonumentet över vraket över USS Arizona (BB-39) (till vänster) som sänktes 1941 i anfallet mot Pearl Harbor. |  | Sigill samt flygfoto över örlogshamnen och flygbasen från 2004. I förgunden syns USS Missouri (BB-63) (till höger) samt Arizonamonumentet över vraket över USS Arizona (BB-39) (till vänster) som sänktes 1941 i anfallet mot Pearl Harbor. |
| Sigill samt flygfoto över örlogshamnen och flygbasen från 2004. I förgunden syns USS Missouri (BB-63) (till höger) samt Arizonamonumentet över vraket över USS Arizona (BB-39) (till vänster) som sänktes 1941 i anfallet mot Pearl Harbor. |  | |

Joint Base Pearl Harbor–Hickam är en kombinerad örlogshamn och militär flygplats (IATA: HNL, ICAO: PHNL, FAA LID: HNL) tillhörande USA:s försvarsdepartement på Oahu i Honolulu County i delstaten Hawaii. Den bildades 2010 som en sammanslagning av Naval Station Pearl Harbor och Hickam Air Force Base i enlighet med slutsatserna i 2005 års Base Realignment and Closure Commission (BRAC).
Navy Region Hawaii, som är ett regionkommando inom Navy Installations Command, fungerar som basens värdförband.

## Bakgrund

### Naval Station Pearl Harbor

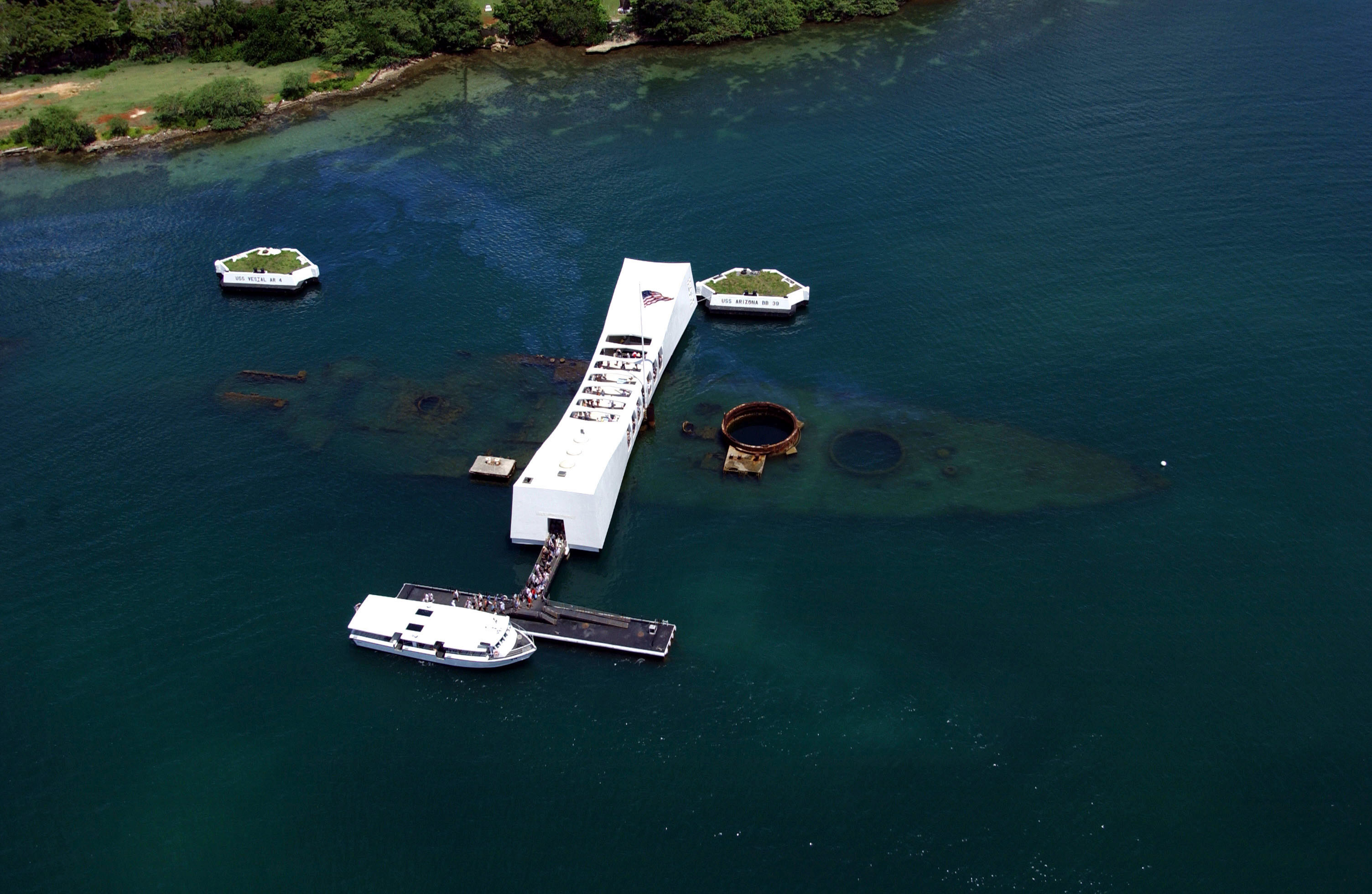
Arizonamonumentet över vraket av, en del av Pearl Harbor National Memorial, som drivs av National Park Service.

Pearl Harbor är belägen 13 kilometer från centrala Honolulu. Efter USA:s annektering av Hawaii 1893 påbörjades planering och arbetet för en permanent stationering av amerikanska sjöstridskrafter i den naturliga djuphamnen. 1899 togs den första örlogsstation i bruk. Etableringen av en örlogsstation på Hawaii möjliggjorde ett systematiskt utforskande av sjövägar och öar mellan kontinentala USA och Filippinerna. 1908 öppnade det första örlogsvarvet på platsen och 1911 var kanalen grävd som möjliggjorde större fartyg att anlöpa lagunen.
Anfallet mot Pearl Harbor av Japanska imperiet söndagen 7 december 1941 gjorde att USA drogs in i det andra världskriget på de allierades sida. Japanerna anföll amerikanska fartyg och anläggningar vid klockslaget 07.51, lokal tid. Den första vågen angrepp flygfältet på Ford Island. Vid 08.30 kom en andra våg med 170 japanska flygplan, mestadels med torpeder som anföll de ankrade örlogsfartygen som låg i hamn. Slagskeppet Arizona träffades med en bomb som träffade de främre ammunitionsförråden vilket orsakade att fören sprängdes i bitar och 1 177 besättningsmän omkom.
Den sammantagna dödssiffran var 2 467 människor, varav 2 403 amerikanska medborgare (2 335 i militärtjänst och 68 civilister) och 64 personer i den Kejserliga japanska flottan. Fem amerikanska slagskepp sänktes och de tre återstående skadades svårt. Totalt nio amerikanska skepp sänktes och tjugoen fartyg var svårt skadade (tre av dessa var meningslösa att ens försöka reparera). 188 amerikanska flygplan förstördes helt och 159 andra var oskadliggjorda. Japan förlorade 29 av de 353 flygplan som anfallet genomfördes med.
Anfallet har skildrats i flera filmatiseringar, däribland Tora! Tora! Tora! och Pearl Harbor. 
Örlogsbasen är sedan 1976 utsedd till en National Historic Landmark, vilket inte är helt okomplicerat då antikvariska intressen och aktiv militär verksamhet inte alltid sammanfaller.

### Hickam Air Force Base

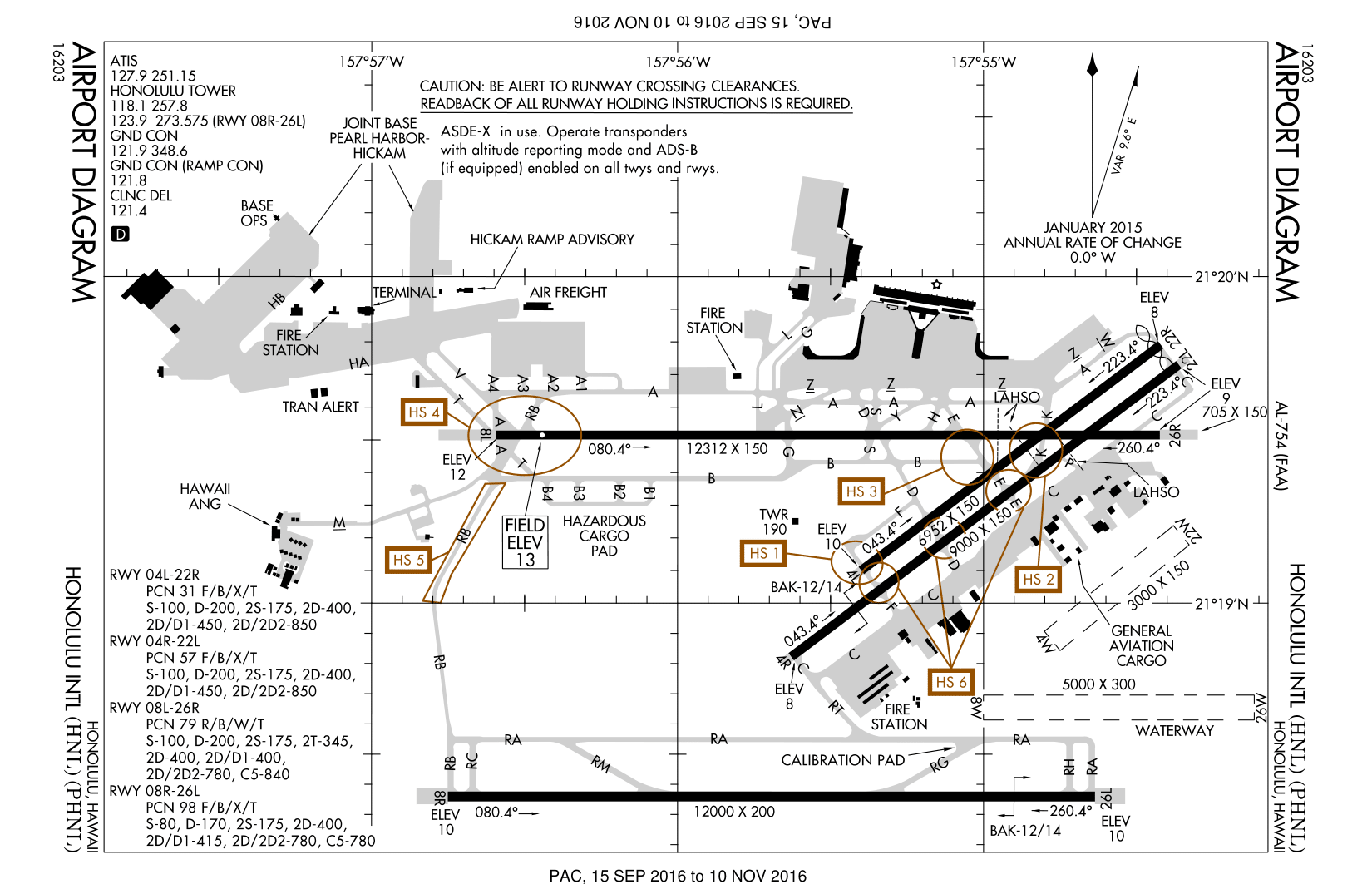
FAA-diagram över den militära flygbasen och civilflygplatsen.

Flygbasen är uppkallad efter Horace Meek Hickam (1885–1934) som var en flygpionjär inom United States Army Air Corps och som omkom 1934 i en krasch i Galveston, Texas. Året därpå grundades den nya flygbasen på Hawaii som burit namnet sedan dess.
Flygbasen delar rullbanor med Hawaiis internationella storflygplats, Daniel K. Inouye International Airport.

## Verksamhet
På basen finns högkvarteren för flottan och flygvapnets respektive försvarsgrenskomponenter i United States Indo-Pacific Command: United States Pacific Fleet samt Pacific Air Forces.
Vid Pearl Harbor finns även högkvarteren för U.S. Pacific Fleet Submarine Force, Naval Surface Group, Middle Pacific, Naval Facilities Engineering Command Pacific, Pearl Harbor Naval Shipyard and Intermediate Maintenance Facility (del av Naval Sea Systems Command) samt Naval Computer and Telecommunications Area Master Station Pacific (NCTAMS PAC) som sköter flottans telekommunikationssystem i Stilla havet.
På Hickam finns 15th Wing (15 WG), en del av 11th Air Force (11 AF), i vilket ingår både strids- och transportflyg med C-17 Globemaster III och F-22 Raptor. Associerad med 15th Wing är 154th Wing (154 WG) i Hawaiis flygnationalgarde som flyger med samma plan samt med lufttankningsplanet KC-135 Stratotanker.

### Fartyg med Pearl Harbor som hemmahamn
| - Attackubåtar - Los Angeles-klass 1. USS Chicago (SSN-721) 2. USS Jefferson City (SSN-759) 3. USS Springfield (SSN-761) 4. USS Columbus (SSN-762) 5. USS Santa Fe (SSN-763) 6. USS Charlotte (SSN-766) 7. USS Tucson (SSN-770) 8. USS Columbia (SSN-771) 9. USS Greeneville (SSN-772) 10. USS Cheyenne (SSN-773) - - Virginia-klass 1. USS Texas (SSN-775) 2. USS Hawaii (SSN-776) 3. USS North Carolina (SSN-777) 4. USS Missouri (SSN-780) 5. USS Mississippi (SSN-782) 6. USS Illinois (SSN-786) | - Kryssare (Ticonderoga-klass) 1. USS Port Royal (CG-73) - Jagare (Arleigh Burke-klass) 1. USS John Paul Jones (DDG-53) 2. USS Hopper (DDG-70) 3. USS Wayne E. Meyer (DDG-108) 4. USS Preble (DDG-88) 5. USS Chafee (DDG-90) 6. USS Chung-Hoon (DDG-93) 7. USS Halsey (DDG-97) 8. USS William P. Lawrence (DDG-110) 9. USS Michael Murphy (DDG-112) |